# Pan Americanos Feminino de Hóquei em Patins de 2018
O Campeonato Pan-Americano é uma competição de Hóquei em Patins com as seleções nacionais do continente Americano. Esta competição é organizada pelo World Skate America – Rink Hockey.
Com a reestruturação levada a cabo pelos Jogos Mundiais de Patinagem (com início em 2017), qualquer equipa terá de conquistar a sua vaga nos Mundiais.

## Paises participantes
Argentina , Brasil  , Chile , Colômbia , México

## Fase de Grupo
| Time      | J | V | E | D | GP | GC | SG  | Pts |
| --------- | - | - | - | - | -- | -- | --- | --- |
| Argentina | 4 | 4 | 0 | 0 | 20 | 0  | +20 | 12  |
| Chile     | 4 | 3 | 0 | 1 | 35 | 4  | +31 | 9   |
| Colômbia  | 4 | 2 | 0 | 2 | 19 | 8  | +11 | 6   |
| Brasil    | 4 | 1 | 0 | 3 | 8  | 21 | −13 | 3   |
| México    | 4 | 0 | 0 | 4 | 0  | 49 | −49 | 0   |

|           | ARG | BRA   | CHI   | COL   | MEX    |
| --------- | --- | ----- | ----- | ----- | ------ |
| Argentina |     | 8 – 0 | 4 – 0 | 1 – 0 | 7 – 0  |
| Brasil    |     |       | 0 – 7 | 1 – 6 | 7 – 0  |
| Chile     |     |       |       | 6 – 0 | 22 – 0 |
| Colômbia  |     |       |       |       | 13 – 0 |
| México    |     |       |       |       |        |

Fichas de Jogo 

## Meias Finais
| Dia         | Hora |           | Resultado |          |
| ----------- | ---- | --------- | --------- | -------- |
| 08 Dezembro |      | Argentina | 11 - 0    | Brasil   |
|             |      | Chile     | 6 - 0     | Colômbia |

## Jogo 3º/4º Lugar
| Dia         | Hora |          | Resultado |        |
| ----------- | ---- | -------- | --------- | ------ |
| 09 Dezembro |      | Colômbia | 3 - 1     | Brasil |

## Final
| Dia         | Hora |       | Resultado |           |
| ----------- | ---- | ----- | --------- | --------- |
| 09 Dezembro |      | Chile | 0 - 1     | Argentina |